# Eskovina clava
Eskovina clava is een spinnensoort in de taxonomische indeling van de hangmatspinnen (Linyphiidae).
Het dier behoort tot het geslacht Eskovina. De wetenschappelijke naam van de soort werd voor het eerst geldig gepubliceerd in 1980 door Zhu & Wen.